# Miki Pulley
Miki Pulley Co., Ltd. (jap. 三木プーリ株式会社, Miki Pūri Kabushiki-gaisha) ist ein japanischer Hersteller im Bereich der Antriebstechnik.

## Geschichte
Gegründet wurde das Unternehmen im Jahre 1939 in Omiya-cho, Kawasaki, Japan als Miki Seisakusho und 1966 umbenannt. Begonnen wurde mit der Herstellung der stufenlosen Drehzahlwechsler und in den folgenden Jahren wurde das Produktsortiment ständig um weitere Komponenten rund um die Antriebstechnik erweitert.
Nach der Expansion im Bereich der Antriebstechnik auf dem asiatischen Markt, erfolgte mit der Übernahme von Zero-Max Inc. 1992 die Ausweitung auf dem amerikanischen Markt. 2013 gründete das rund 950 Mitarbeiter starke Unternehmen die Miki Pulley Europe AG und setzte seine erfolgreiche Expansion auf dem europäischen Markt fort.

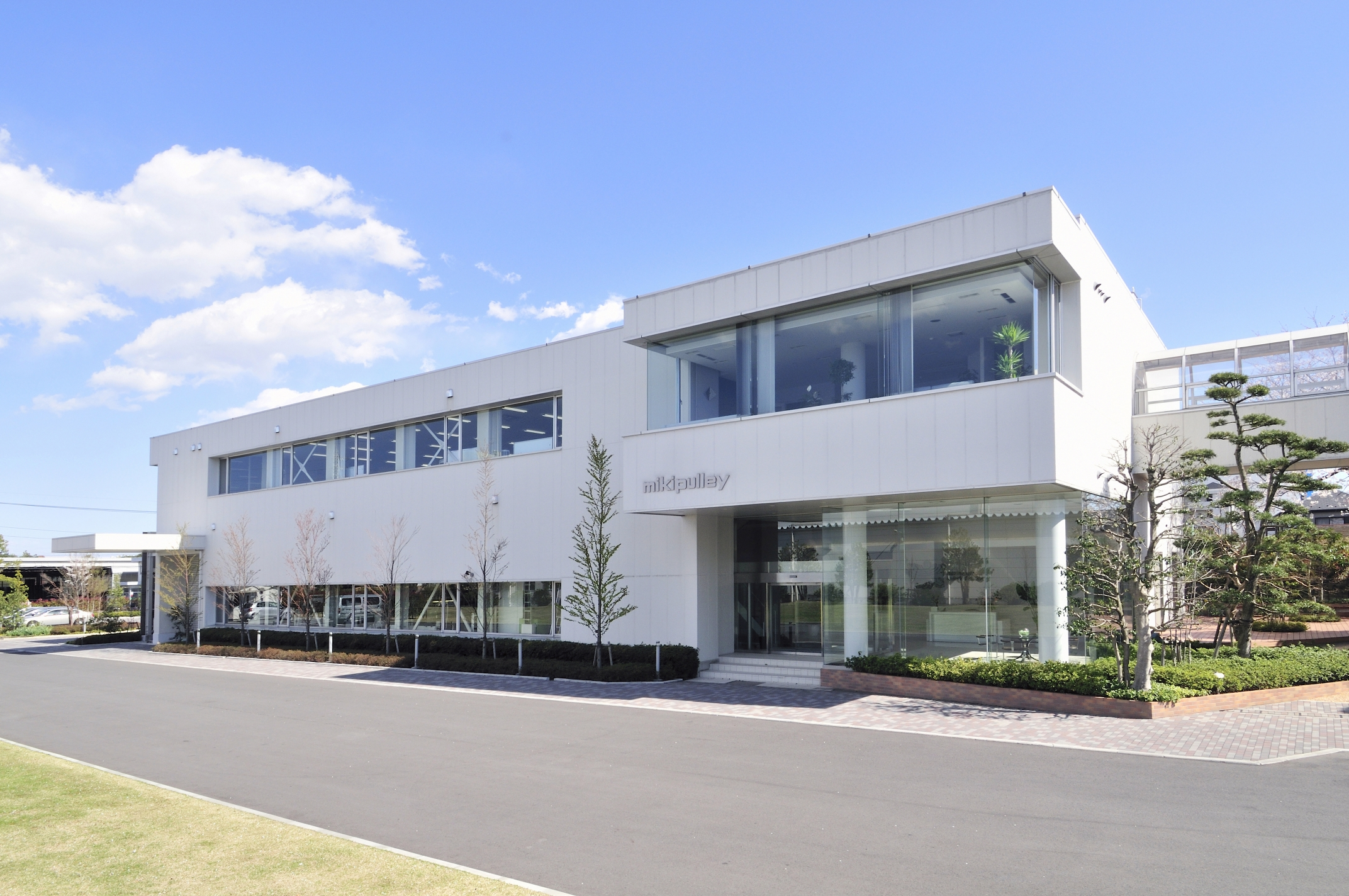
Hauptsitz Miki Pulley in Kawasaki, Japan

Im Jahr 2016 übernahm die Miki Pulley Europe AG die Firma VMA Verbindungs- Meß- und Antriebstechnik GmbH im bayrischen Großostheim, Erfinder und Hersteller der Federstegkupplung. Damit erweiterte die Miki Pulley Europe AG das Unternehmen mit der ersten Produktionsstätte in Europa.

## Produkte
Das Unternehmen ist in der Entwicklung, Herstellung und Vertrieb von Komponenten der Antriebstechnik tätig und stellt unter anderem Wellenkupplungen (z. B. Lamellenkupplungen, Klauenkupplungen, Federstegkupplungen etc.), Sicherheitsbremsen, elektromagnetische Bremsen und elektromagnetische Kupplungen sowie stufenlose Drehzahlwechsler her.